# 존 러디
존 토마스 고든 러디(John Thomas Gordon Ruddy, 1986년 10월 24일 ~ )는 잉글랜드의 프로 축구 선수이다. 포지션은 골키퍼이며 현재 버밍엄 시티 소속이다.

## 선수 경력
2004년 캠브리지 유나이티드에 입단한 러디는 2005년에 25만 파운드의 이적료로 에버튼 FC에 합류했다. 그러나 에버튼 소속으로 뛴 경기는 1경기에 불과했으며 선수 생활의 대부분을 하부 리그 구단에서 임대 생활을 하며 보내고 있다. 스코틀랜드 프리미어리그 소속의 마더웰 FC에서 마지막 임대생활을 한 루디는 2010년 풋볼 리그 챔피언십에 소속의 노리치 시티 FC로 완전 이적하였다. 노리치에서 등번호 1번을 배번받은 루디는 팀의 주전 골키퍼로 경기에 나서면서 팀이 프리미어리그로 승격하는데 일조하였다.